# Mile Jedinak
Michael John ("Mile") Jedinak (Sydney, 3 augustus 1984) is een Australisch voetballer van Kroatische afkomst die doorgaans als verdedigende middenvelder speelt. Hij verruilde Crystal Palace in augustus 2016 voor Aston Villa. Jedinak was van 2008 tot en met 2018 international in het Australisch voetbalelftal, waarvoor hij 79 interlands speelde en twintig keer scoorde.
Jedinak scoorde op 15 november 2017 twee keer vanaf de strafschopstip voor Australië in het tweede en beslissende WK-kwalificatieduel tegen Honduras (3-1), waardoor de ploeg van bondscoach Ange Postecoglou zich plaatste voor het WK voetbal 2018 in Rusland. Jedinak werd in juni 2018 door bondscoach Bert van Marwijk opgenomen in de selectie van Australië voor het wereldkampioenschap in Rusland. Zijn toenmalige teamgenoten Ahmed Elmohamady (Egypte) en Birkir Bjarnason (IJsland) waren eveneens actief op het toernooi.

## Erelijst
| Competitie                  |               |               |               |               |
| Competitie                  | Aantal        | Jaren         |               |               |
| Sydney United               | Sydney United | Sydney United | Sydney United | Sydney United |
| --------------------------- | ------------- | ------------- | ------------- | ------------- |
| Kampioen NSW Premier League | 1x            | 2006          |               |               |
| Australië                   |               |               |               |               |
| Aziatisch kampioen          | 1x            | 2015          |               |               |